# داود تاجران
داود تاجران (متولد بهمن ماه ۱۳۳۲ در شهر تهران) به مدت ۴۰ سال از مدیران شهری بوده‌است. نام او در سال ۱۳۷۶ در محاکمه غلامحسین کرباسچی شنیده شد. او در آن زمان شهردار منطقه ۲۰ (شهرری) تهران بود.

## سوابق و تجارب
تاجران از مدیران شهرداری تهران است که از زمان حضور غلامحسین کرباسچی فعالیت‌های خود را در شهرداری تهران در سطوح مدیریتی آغاز کرد. او در طی این سال‌ها در سمت‌هایی مانند شهرداری مناطق (۱۳، ۲۰، ۱۵ و ..) مدیریت عامل یا ریاست و عضویت در هیئت مدیره شرکت‌های (سازمان بازیافت و تبدیل مواد شهرداری تهران، سازمان بهشت زهرا، سازمان ترمینال‌ها، سازمان تاکسیرانی تهران، سازمان خدمات موتوری شهرداری تهران) حضور داشته‌است. 
تاجران دوسال در سال های 96 تا 98 شهردار کلانشهر اراک بود.

## فعالیت سیاسی
تاجران در  انتخابات دوره پنجم مجلس شورای اسلامی به عنوان نامزد حزب کارگزاران سازندگی از تهران فعالیت‌های انتخاباتی خود را انجام داد که در این انتخابات بنا که اعلام قوه قضائیه برای انجام امور انتخاباتی از شهردار وقت تهران غلامحسین کرباسچی هزینه‌های انتخاباتی را دریافت کرده بود که یکی از موارد اتهامی و محکومیت در حکم کرباسچی محسوب شد. اگرچه تاجران به همراه سایر شهرداران و معاونین غلامحسین کرباسچی در دادگاه اولیه به حبس یا جزای نقدی و انفصال از خدمت محکوم شد اما در دادگاه تجدید نظر از این اتهامات تبرئه و امکان بازگشت به کارهای دولتی را دریافت.

## مسئولیت‌ها
آخرین سمت او در شهرداری تهران مدیریت عامل و عضو هیئت مدیره شرکت تعاونی «شهریار» و شهردار سابق اراک